# Polak w Niemczech
Polak w Niemczech – organ Związku Polaków w Niemczech ukazujący się w Niemczech od 1 kwietnia 1925 do czerwca 1939 roku. Pismo ukazywało się z reguły co miesiąc i było przekazywane za darmo członkom Związku Polaków w Niemczech.
1 kwietnia 2018 roku Związek Polaków w Niemczech „Rodło” przy wsparciu Kancelarii Prezesa Rady Ministrów RP wznowił wydawanie pisma.

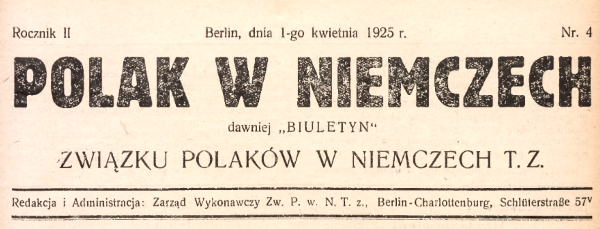
Nagłówek „Polaka w Niemczech” od kwietnia 1925

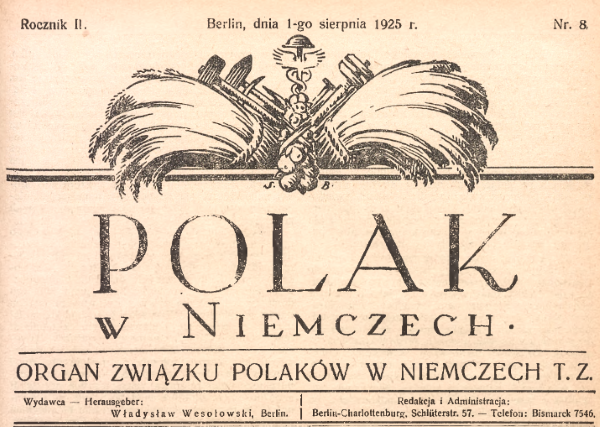
Nagłówek „Polaka w Niemczech” od sierpnia 1925

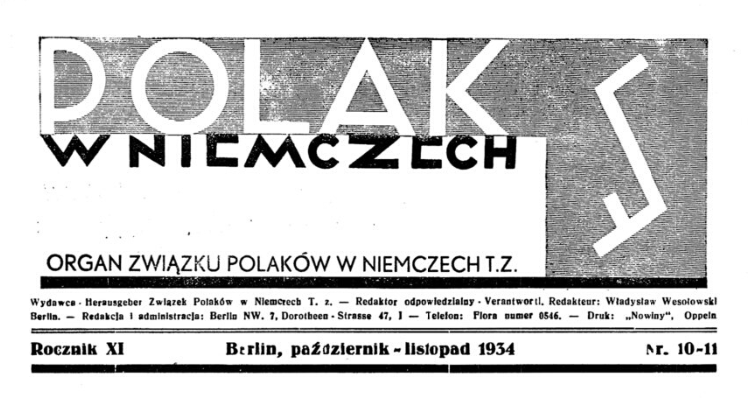
Nagłówek „Polaka w Niemczech” od marca 1934

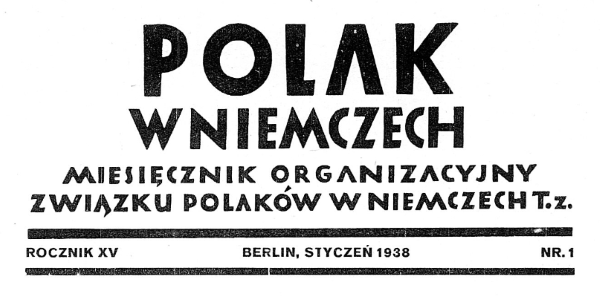
Nagłówek „Polaka w Niemczech” od stycznia 1938

## Historia
„Polak w Niemczech” był kontynuacją ukazującego się od 1 lipca 1924 do 1 marca 1925 Biuletynu Związku Polaków w Niemczech.
Wraz z czasopismem ukazywały się dodatki: Mały Polak w Niemczech (od sierpnia 1925), Młody Polak w Niemczech (od kwietnia 1930), Akademik (od października 1925). Gazeta była drukowana w Opolu, redagowali ją m.in. Stefan Murek, Władysław Wesołowski, Czesław Tabernacki i Edward Kmiecik. Numery "Polaka w Niemczech" zostały zdigitalizowane. Dostępne są w Śląskiej Bibliotece Cyfrowej.